# 山本英夫
山本 英夫（やまもと ひでお、1968年6月23日 - ）は、日本の漫画家。埼玉県所沢市出身。

## 人物
1988年、ちばてつや賞ヤング部門期待賞に入賞し、弘兼憲史やくじらいいく子のアシスタントを経て、1989年に『週刊ヤングサンデー』（小学館）にて『SHEEP』（原作：鷹匠政彦）でデビューした。
代表作に『おカマ白書』『のぞき屋』『殺し屋1』『ホムンクルス』などがある。『おカマ白書』はVシネマ化・OVA化されたが、有害コミック騒動の影響で単行本第3巻は発売直前に延期の末にそのまま未発売となり、既刊も後に回収されるという事態に発展した。その後、ふきだしや描写を一部修正の上、完全版にて刊行した。『殺し屋1』は2001年に三池崇史監督により映画化された。ちなみにこの映画で撮影監督を務めたのは同姓同名の山本英夫である。
ホムンクルス終了後は、原作者として活動しようと作品を書き溜めていたが発表はされておらず、HIKARI-MANで、4年ぶりに漫画連載を再開した。
趣味は格闘技観戦で、雑誌の企画にてホイス・グレイシーにインタビューを行い、柔術のレクチャーを受けた。長身の細身で、自身も柔術や空手を嗜む。『殺し屋1』では、キャラクターに「垣原、高山、藤原、安生、船鬼、鈴木」などUWF系のレスラーの名前を用いている。
単行本のカバーに記載されている自己紹介文によると、映画好きとの事。
『のぞき屋』では探偵学校に入学し、『ホムンクルス』では西新宿にてホームレス生活を送るなど、連載前には実体験と取材を綿密にする。

## 作品リスト
- SHEEP（原作：鷹匠政彦、1988年、『週刊ヤングサンデー』、小学館、全1巻）
- おカマ白書（1989年 - 1991年、『週刊ヤングサンデー』、YS版全2巻<第3巻以降は発売中止>、完全版全5巻、文庫版全3巻）
- のぞき屋（1992年、『週刊ヤングサンデー』、全1巻、完全版全6巻、文庫版全8巻）
- 1（イチ）（1993年、『週刊ヤングサンデー』、全1巻）
- 新・のぞき屋（1993年 - 1997年、『週刊ヤングサンデー』、全11巻）
- 殺し屋1（1998年 - 2001年、『週刊ヤングサンデー』、全10巻、文庫版全5巻+番外編1巻）
- 援助交際撲滅運動（1998年、作画：こしばてつや、『ヤングマガジンアッパーズ』、講談社、全1巻）
- ホムンクルス（2003年 - 2011年、『ビッグコミックスピリッツ』、小学館、全15巻）
- HIKARI-MAN（2014年 - 2020年、『ビッグコミックスピリッツ』、小学館、全8巻）
- アダムとイブ（2015年 - 2016年、『ビッグコミックスペリオール』、小学館、全2巻）原作担当

## アシスタント出身者
- 三本美治
- たなかけいご．
- 藤原さとし
- 花沢健吾